# Commission léonine
La Commission léonine (Commissio leonina) réunit un groupe de chercheurs chargés de l'établissement de l'édition critique des œuvres de  saint Thomas d'Aquin.
Actuellement, le siège de la Commission est à Paris, au 43 ter, rue de la Glacière (près du couvent Saint-Jacques), métro Glacière (ligne 6), bus 21 (arrêt "Glacière-Normand"). Elle est présidée par le frère dominicain Adriano Oliva, qui est également chargé de recherche au CNRS, Laboratoire d'études sur les monothéismes (LEM ).
Fondée par le pape Léon XIII le 18 octobre 1879, l'édition critique des Opera omnia de Thomas d'Aquin fut vite appelée "Leonina" (9 novembre 1879). Depuis lors, trente-huit tomes sont déjà parus, et il en reste environ autant à paraître.
L'éditeur de la Commission léonine travaille selon des critères ecdotiques particuliers, qui font aujourd'hui école. Le travail collectif de la commission donne à ses publications une unité de méthode qui est le résultat de recherches constantes ; on notera toutefois que les principes de l'établissement critique d'un texte dépendent aussi du genre littéraire, de l'histoire de l'œuvre, de l'état de sa tradition manuscrite, ainsi que d'un certain nombre de choix éditoriaux justifiés avec soin
L'édition de certaines œuvres déjà publiées par la Commission devra être reprise en vertu de cette évolution des principes critiques, de la découverte de nouveaux témoins, de découvertes concernant leur datation ou de la réévaluation de certaines familles de manuscrits. Ainsi, l'édition léonine de la "Summa theologiae" (spécialement la Prima et la Secunda Pars) devra être réexaminée.
Dans le courant du mois de mars 2014 sera disponible un nouveau volume de la collection, le t. 44, 1, avec les Sermons de Thomas d'Aquin, édités par le P. Louis-Jacques Bataillon († 2009).

## Liste des œuvres de Thomas d'Aquin éditées et publiées par la Commission léonine

### Sommes
S. THOMAE DE AQUINO Summa contra Gentiles.  Ed. Leon., t.XIII-XV.  Roma, 1918-1930.
S. THOMAE DE AQUINO Summa Theologiae.  Ed. Leon., t.IV.  Roma, 1888. (avec les commentaires de Cajetan en vis-à-vis).
S. THOMAE DE AQUINO Summa Theologiae.  Ed. Leon., t.V.  Roma, 18??. (avec les commentaires de Cajetan en vis-à-vis).
S. THOMAE DE AQUINO Summa Theologiae.  Ed. Leon., t.VI.  Roma, 18??. (avec les commentaires de Cajetan en vis-à-vis).
S. THOMAE DE AQUINO Summa Theologiae.  Ed. Leon., t.VII.  Roma, 18??. (avec les commentaires de Cajetan en vis-à-vis).
S. THOMAE DE AQUINO Summa Theologiae.  Ed. Leon., t.VIII.  Roma, 1895. (avec les commentaires de Cajetan en vis-à-vis).
S. THOMAE DE AQUINO Summa Theologiae.  Ed. Leon., t.IX.  Roma, 189?. (avec les commentaires de Cajetan en vis-à-vis).
S. THOMAE DE AQUINO Summa Theologiae.  Ed. Leon., t.X.  Roma, 190?. (avec les commentaires de Cajetan en vis-à-vis).
S. THOMAE DE AQUINO Summa Theologiae.  Ed. Leon., t.XI.  Roma, 1888-1906. (avec les commentaires de Cajetan en vis-à-vis).
S. THOMAE DE AQUINO Summa Theologiae.  Ed. Leon., t.XII.  Roma, 1906. (avec les commentaires de Cajetan en vis-à-vis).

#### Questions disputées
S. THOMAE DE AQUINO Quaestio disputata De spiritualibus creaturis, ed. J. COS.  Ed. Leon., t.XXIV-2.  Roma - Paris: Commissio Leonina - Les Éditions du Cerf, 2000.
S. THOMAE DE AQUINO Quaestiones de quolibet, [ed. R.-A. Gauthier].  Ed. Leon., t.XXV.1-2.  Roma - Paris: Commissio Leonina - Les Éditions du Cerf, 1996.
S. THOMAE DE AQUINO Questiones disputate De anima, ed. B.-C. Bazán.  Ed. Leon., t.XXIV-1.  Roma - Paris: Commissio Leonina - Les Éditions du Cerf, 1996.
S. THOMAE DE AQUINO Quaestiones disputatae De malo, [ed. P.-M. Gils].  Ed. Leon., t.XXIII.  Roma - Paris: Commissio Leonina - Librairie Philosophique J. Vrin, 1982.
S. THOMAE DE AQUINO Quaestiones De potentia Dei, [ed. R.-A. Gauthier].  Ed. Leon., t.XXI.  Roma: Commissio Leonina, [en preparation].
S. THOMAE DE AQUINO Quaestiones disputatae De potentia Dei, ed. P. MANDONNET, S. THOMAE AQVINATIS Quaestiones disputatae, t.II, Parisiis: P. Lethielleux, 1925, p.1-370.
S. THOMAE DE AQUINO Quaestiones disputatae De veritate, [ed. A. Dondaine].  Ed. Leon., t. XXII.1-3.  Roma: Editori di san Tommaso, 1972-1976.

#### Commentaires de la Bible
S. THOMAE DE AQUINO Expositio super Iob ad litteram, [ed. A. Dondaine].  Ed. Leon., t.XXVI.  Romae [Ad Sanctae Sabinae], 1965.
S. THOMAE DE AQUINO Expositio super Isaiam ad literam, [ed. H.F. Dondaine et L. Reid].  Ed. Leon., t.XXVIII.  Romae [Ad Sanctae Sabinae]: Editori di San Tommaso, 1974.

#### Commentaires d'Aristote
S. THOMAE DE AQUINO Commentaria in octo libros Physicorum Aristotelis.  Ed. Leon., t.II.  Roma, 1884.
S. THOMAE DE AQUINO De memoria et reminiscencia, in Sentencia libri De sensu et sensato cuius secundus tractatus est De memoria et reminiscencia..., [ed. R.-A. Gauthier].  Ed. Leon., t.XLV-2. Roma - Paris: Commissio Leonina - Librairie Philosophique J. Vrin, 1985, p.103-133.
S. THOMAE DE AQUINO Expositio libri Peryermenias, editio altera retractata, [ed. R.-A. Gauthier].  Ed. Leon., t.I*-1.  Roma - Paris: Commissio Leonina - Librairie Philosophique J. Vrin, 1989.
S. THOMAE DE AQUINO Expositio libri Posteriorum, [ed. R.-A. Gauthier].  Ed. Leon., t.I*-2.  Roma - Paris: Commissio Leonina - Librairie Philosophique J. Vrin, 1989.
S. THOMAE DE AQUINO Sentencia libri Metaphysice, ed. J.P. Reilly.  Ed. Leon., t.XLVI.  (in praep.)
S. THOMAE DE AQUINO In libros Aristotelis De caelo et mundo expositio.  Ed. Leon., t.III.  Roma, 1886, p.1-257.
S. THOMAE DE AQUINO In libros Aristotelis Meteorologicorum expositio.  Ed. Leon., t.III.  Roma, 1886, p.325-421.
S. THOMAE DE AQUINO Sentencia libri De anima, [ed. R.-A. Gauthier].  Ed. Leon., t.XLV-1.  Roma - Paris: Commissio Leonina - Librairie Philosophique J. Vrin, 1984.
S. THOMAE DE AQUINO Sentencia libri De sensu et sensato cuius secundus tractatus est De memoria et reminiscencia, [ed. R.-A. Gauthier].  Ed. Leon., t.XLV-2.  Roma - Paris: Commissio Leonina - Librairie Philosophique J. Vrin, 1985.
S. THOMAE DE AQUINO Sententia libri Ethicorum, [ed. R.-A. Gauthier].  Ed. Leon., t.XLVII.1-2.  Romae [Ad Sanctae Sabinae], 1969.
S. THOMAE DE AQUINO Sententia libri Politicorum, [edd H.F. Dondaine et L-J. Bataillon].  Ed. Leon., t.XLVIII.  Romae [Ad Sanctae Sabinae], 1971, p.A.69-A.205.
S. THOMAE DE AQUINO Tabula libri Ethicorum, [ed. R.-A. Gauthier].  Ed. Leon., t.XLVIII.  Romae [Ad Sanctae Sabinae], 1971, p.B.63-B.158.

#### Alia commentaria
S. THOMAE DE AQUINO Expositio libri Boetii De ebdomadibus, [edd L-J. Bataillon et C.A. Grassi].  Ed. Leon., t.L.  Roma - Paris: Commissio Leonina - Les Éditions du Cerf, 1992, p.267-282.
S. THOMAE DE AQUINO Super Boetium De Trinitate, [ed. P.-M.J. Gils].  Ed. Leon., t.L.  Roma - Paris: Commissio Leonina - Cerf, 1992, p.75-171.

#### Opuscules
S. THOMAE DE AQUINO Compendium theologiae seu Brevis compilatio theologiae ad fratrem Raynaldum, pars I: De fide [ed. H.F. Dondaine].  Ed. Leon., t.XLII, Opuscula, vol.III.  Roma: Editori di San Tommaso, 1979, p.83-191.
S. THOMAE DE AQUINO Compendium theologiae seu Brevis compilatio theologiae ad fratrem Raynaldum, pars II: De spe [ed. G. de Grandpré].  Ed. Leon., t.XLII, Opuscula, vol.III.  Roma: Editori di San Tommaso, 1979, p.193-205.
S. THOMAE DE AQUINO, De angelis seu De substantiis separatis ad fratrem Raynaldum de Piperno, [ed. H.F. Dondaine].  Ed. Leon., t.XL, Opuscula, vol.I.  Romae [Ad Sanctae Sabinae], 1969, p.D.41-D.80.
S. THOMAE DE AQUINO, De aeternitate mundi, [ed. H.F. Dondaine].  Ed. Leon., t.XLIII, Opuscula, vol.IV.  Roma [Santa Sabina]: Editori di San Tommaso, 1976, p.85-89.
S. THOMAE DE AQUINO De articulis fidei et Ecclesiae sacramentis ad Archiepiscopum Panormitanum, [ed. H.F. Dondaine].  Ed. Leon., t.XLII, Opuscula, vol.III.  Roma: Editori di San Tommaso, 1979, p.245-257.
S. THOMAE DE AQUINO De emptione de venditione ad tempus, [ed. H.F. Dondaine].  Ed. Leon., t.XLII, Opuscula, vol.III.  Roma: Editori di San Tommaso, 1979, p.393-394.
S. THOMAE DE AQUINO, De ente et essentia, [ed. H.F. Dondaine].  Ed. Leon., t.XLIII, Opuscula, vol.IV.  Roma: Editori di San Tommaso, 1976, p.369-381.
S. THOMAE DE AQUINO, -Ps., De fallaciis, [ed. H.F. Dondaine].  Ed. Leon., t.XLIII, Opuscula, vol.IV.  Roma [Santa Sabina]: Editori di San Tommaso, 1976, p.403-418.
S. THOMAE DE AQUINO De forma absolutionis paenitentiae sacramentalis ad Magistrum Ordinis, [ed. H.F. Dondaine].  Ed. Leon., t.XL, Opuscula, vol.I.  Romae [Ad Sanctae Sabinae], 1969, p.C.33-C.41.
S. THOMAE DE AQUINO, -Ps., De propositionibus modalibus, [ed. H.F. Dondaine].  Ed. Leon., t.XLIII, Opuscula, vol.IV.  Roma [Santa Sabina]: Editori di San Tommaso, 1976, p.421-422.
S. THOMAE DE AQUINO, De iudiciis astrorum, [ed. H.F. Dondaine].  Ed. Leon., t.XLIII, Opuscula, vol.IV.  Roma [Santa Sabina]: Editori di San Tommaso, 1976, p.201.
S. THOMAE DE AQUINO, De mixtione elementorum ad magistrum Philippum de Castro Caeli, [ed. H.F. Dondaine].  Ed. Leon., t.XLIII, Opuscula vol.IV.  Roma: Editori di san Tommaso, 1976, p.155-157.
S. THOMAE DE AQUINO, De motu cordis ad magistrum Philippum de Castro Caeli, [ed. H.F. Dondaine].  Ed. Leon., t.XLIII, Opuscula vol.IV.  Roma: Editori di San Tommaso, 1976, p.127-130.
S. THOMAE DE AQUINO, De operationibus occultis naturae ad quendam militem ultramontanum, [ed. H.F. Dondaine].  Ed. Leon., t.XLIII, Opuscula, vol.IV.  Roma [Santa Sabina]: Editori di San Tommaso, 1976, p.183-186.
S. THOMAE DE AQUINO, De principiis naturae ad fratrem Sylvestrum, [ed. H.F. Dondaine].  Ed. Leon., t.XLIII, Opuscula, vol.IV.  Roma [Santa Sabina]: Editori di san Tommaso, 1976, p.39-47.
S. THOMAE DE AQUINO De rationibus fidei ad Cantorem Antiochenum, [ed. H.F. Dondaine].  Ed. Leon., t.XL, Opuscula, vol.I.  Romae [Ad Sanctae Sabinae], 1969, p.B.57-B.73.
S. THOMAE DE AQUINO De regno ad regem Cypri, [ed. H.F. Dondaine].  Ed. Leon., t.XLII, Opuscula, vol.III.  Roma: Editori di San Tommaso, 1979, p.449-471.
S. THOMAE DE AQUINO De secreto, [ed. H.F. Dondaine].  Ed. Leon., t.XLII, Opuscula, vol.III.  Roma: Editori di San Tommaso, 1979, p.487-488.
S. THOMAE DE AQUINO, De unitate intellectus contra Averroistas, [ed. H.F. Dondaine].  Ed. Leon., t.XLIII, Opuscula, vol.IV.  Roma: Editori di san Tommaso, 1976, p.291-314.
S. THOMAE DE AQUINO Epistola ad ducissam Brabantiae, [ed. H.F. Dondaine].  Ed. Leon., t.XLII, Opuscula, vol.III.  Roma: Editori di San Tommaso, 1979, p.375-378.
S. THOMAE DE AQUINO Epistola ad Bernardum abbatem Casinensem, [ed. A. Dondaine].  Ed. Leon., t.XLII, Opuscula, vol.III.  Roma: Editori di San Tommaso, 1979, p.413-415.
S. THOMAE DE AQUINO Expositio super primam et secundam decretalem ad Archidiaconum Tudertinum, [ed. H.F. Dondaine].  Ed. Leon., t.XL, Opuscula, vol.I.  Romae [Ad Sanctae Sabinae], 1969, p.E.29-E.44.
S. THOMAE DE AQUINO Liber Contra errores Graecorum ad preces papae Urbani editus, [ed. H.F. Dondaine].  Ed. Leon., t.XL, Opuscula, vol.I.  Romae [Ad Sanctae Sabinae], 1969, p.A.69-A.105.
S. THOMAE DE AQUINO Liber Contra doctrinam retrahentium a religione, [ed. H.F. Dondaine].  Ed. Leon., t.XLI, Opuscula, vol.II.  Romae [Ad Sanctae Sabinae], 1970, p.C.39-C.74.
S. THOMAE DE AQUINO Liber Contra impugnantes Dei cultum et religionem, [ed. H.F. Dondaine].  Ed. Leon., t.XLI, Opuscula, vol.II.  Romae [Ad Sanctae Sabinae], 1970, p.A.51-A.166.
S. THOMAE DE AQUINO Liber De perfectione spiritualis vitae, [ed. H.F. Dondaine].  Ed. Leon., t.XLI, Opuscula, vol.II.  Romae [Ad Sanctae Sabinae], 1970, p.B.69-B.111.
S. THOMAE DE AQUINO, Liber De sortibus ad dominum Iacobum de Tonengo, [ed. H.F. Dondaine].  Ed. Leon., t.XLIII, Opuscula, vol.IV.  Roma [Santa Sabina]: Editori di San Tommaso, 1976, p.229-241.
S. THOMAE DE AQUINO, Responsio ad lectorem Bisuntinum de 6 articulis, [ed. H.F. Dondaine].  Ed. Leon., t.XLII, Opuscula, vol.III.  Roma: Editori di san Tommaso, 1979, p.355-356.
S. THOMAE DE AQUINO, Responsio ad lectorem Venetum de 36 articulis, [ed. H.F. Dondaine].  Ed. Leon., t.XLII, Opuscula, vol.III.  Roma: Editori di san Tommaso, 1979, p.339-346.
S. THOMAE DE AQUINO, Responsio ad magistrum Ioannem de Vercellis de 43 articulis, [ed. H.F. Dondaine].  Ed. Leon., t.XLII, Opuscula, vol.III.  Roma: Editori di san Tommaso, 1979, p.327-335.
S. THOMAE DE AQUINO, Responsio ad magistrum Ioannem de Vercellis de 108 articulis, [ed. H.F. Dondaine].  Ed. Leon., t.XLII, Opuscula, vol.III.  Roma: Editori di san Tommaso, 1979, p.279-294.

## Liste d'éditions critiques
Pour une liste, mise à jour au fur et à mesure des parutions, voir le site de la commission léonine qui donne :
- les références aux volumes de l'édition critique publiés par la Commission léonine, complétés par quelques autres éditions dont le texte est établi selon des critères comparables ou qui peuvent être citées en attendant mieux.
- des éditions scientifiques disponibles pour les œuvres qui n'ont pas encore fait l'objet d'une édition selon les critères scientifiques de la Léonine.